# Liste der Monuments historiques in Gardegan-et-Tourtirac
Die Liste der Monuments historiques in Gardegan-et-Tourtirac führt die Monuments historiques in der französischen Gemeinde Gardegan-et-Tourtirac auf.

## Liste der Bauwerke
| Bezeichnung          | Beschreibung              | Standort | Kennzeichnung | Schutzstatus | Datum | Bild           |
| -------------------- | ------------------------- | -------- | ------------- | ------------ | ----- | -------------- |
| Schloss La Pierrière | Erbaut im 13. Jahrhundert | (Lage)   | PA33000185    | Inscrit      | 2015  |                |
| Schloss Pitray       | Erbaut 1870               | (Lage)   | PA33000134    | Inscrit      | 2010  | weitere Bilder |
| Kirche St-Martin     | Erbaut im 12. Jahrhundert | (Lage)   | PA00083557    | Inscrit      | 1925  | weitere Bilder |
| Kirche St-Pierre     | Erbaut im 12. Jahrhundert | (Lage)   | PA00083558    | Inscrit      | 1925  | weitere Bilder |

## Liste der Objekte
| Bezeichnung          | Beschreibung                                | Standort                       | Kennzeichnung | Schutzstatus | Datum | Bild |
| -------------------- | ------------------------------------------- | ------------------------------ | ------------- | ------------ | ----- | ---- |
| Altar und Tabernakel | Holz, bemalt und vergoldet, 17. Jahrhundert | in der Kirche St-Pierre (Lage) | PM33001591    | Inscrit      | 1986  |      |
| Glocke               | Bronze, 1741 gegossen                       | in der Kirche St-Pierre (Lage) | PM33000517    | Classé       | 1942  |      |